# Октябрьский (Почепский район)
Октя́брьский — посёлок в Почепском районе Брянской области, входит в состав Бакланского сельского поселения.

## История
В 1964 году Указом Президиума ВС РСФСР посёлок центральной усадьбы совхоза «Баклань» переименован в Октябрьский.

## Население
| 2010 | 2013 |
| ---- | ---- |
| 240  | ↘229 |